# Notholca marina
Notholca marina är en hjuldjursart som beskrevs av Wilhelm Olbers Focke 1961. Notholca marina ingår i släktet Notholca och familjen Brachionidae. Det är osäkert om arten förekommer i Sverige. Inga underarter finns listade i Catalogue of Life.